# Phanoleon bicostatus
Phanoleon bicostatus is een insect uit de familie van de mierenleeuwen (Myrmeleontidae), die tot de orde netvleugeligen (Neuroptera) behoort. 
Phanoleon bicostatus is voor het eerst wetenschappelijk beschreven door Banks in 1931.